# 崔毖
崔 毖（さい ひ、生没年不詳）は、中国西晋時代から五胡十六国時代にかけての武将・政治家。本貫は清河郡東武城県。曾祖父は後漢の中尉崔琰。

## 生涯
永嘉5年（311年）12月、姉妹の夫にあたる幽州刺史王浚の推挙により、東夷校尉に任じられた。後に平州刺史も加えられた。
当時、異民族の流入により北方は大混乱に陥っていた事から、崔毖は流亡の民を招聘し、平州において割拠しようと目論むようになった。また、安定から逃れてきていた皇甫岌を長史にしようと思って幾度も招いたが、彼は応じずに弟の皇甫真と共に慕容部の大人の慕容廆に帰順してしまった。
建武元年（317年）6月、豫州牧荀組・冀州刺史邵続・青州刺史曹嶷・寧州刺史王遜と共に上表し、晋王司馬睿に帝位に即くよう勧めたが、認められなかった。
大興2年（319年）12月、崔毖は中州（中原）の民の望みであると称し、遼東を支配するようになり、事実上の自立勢力となった。しかし、士民の多くは崔毖に応じずに慕容廆に帰順したので、崔毖は不満を抱いた。彼は慕容廆が士民を無理矢理抑留しているのではないかと考え、討伐を目論んだ。そして、高句麗・段部・宇文部へ使者を送り、協力して慕容部を滅ぼしてその領土を分割するよう持ち掛けた。崔毖の側近である勃海出身の高瞻は力を尽くしてこれを諫めたが、崔毖は聞き入れなかった。
高句麗・段部・宇文部は連合に応じて軍をそれぞれ動かしたが、慕容廆は門を閉じて籠城すると、敢えて宇文部の下に使者を送って牛肉や酒を手厚く贈り届けさせ、大きな声で「崔毖から昨日、使者が来ましたぞ」と周囲の兵へ話させた。これを伝え聞いた高句麗や段部は、宇文部と慕容廆が裏で通じているのではないかと疑い、軍を退却させてしまった。宇文部だけは攻略の意志を崩さずに包囲を続けたが、城を撃って出てきた慕容皝・裴嶷らと交戦中に背後から慕容翰の奇襲を受け、大敗を喫して撤退してしまった。
この報を聞いた崔毖は慕容廆に討伐されるのを恐れ、兄の子の崔燾を棘城（慕容部の本拠地）へ派遣して戦勝を祝賀させた。だが、それより早く三国の使者が棘城へ到来しており、今回の戦役が崔毖の企みである事を告げ、和平を請うていた。慕容廆はそれらの書状を崔燾へ突きつけて武装兵で脅し「汝の叔父は三国に我を滅ぼすよう言っておきながら、今また汝を偽りの賀に赴かせたのか」と言うと、崔燾は恐れて全てを漏らした。慕容廆は崔燾へ「降伏は上策。逃げるは下策である」という伝言を遺し、兵を伴わせながら崔毖の下へ返した。さらに、慕容廆もまた兵を率いて崔毖の下へ向かうと、崔毖はこれを大いに恐れ、家族を棄てて数十騎と共に高句麗へ亡命した。
その後、高句麗の4世紀以降の国家発展に無視できない役割を果たし、高句麗に新文化をもたらし、国政の整備と軍備拡張と積極的な外交政策を推進した。
朝鮮の崔氏の始祖である。

## 参考資料
- 『晋書』巻108
- 『資治通鑑』巻87 - 巻91